# Enerhoatom
Az NAEK Enerhoatom (ukránul: НАЕК Енергоатом), teljes nevén Enerhoatom Nemzeti Atomenergetikai Vállalat (Національна атомна енергогенеруюча компанія "Енергоатом") az ukrajnai atomerőműveket és egyéb nukleáris technikával foglalkozó vállalatokat összefogó, mintegy 38 ezer főt foglalkoztató állami vállalat. 1996-ban hozták létre. Elnöke 2008. június 18-tól Jurij Nedaskovszkij
A vállalathoz tartozik Ukrajna négy működő atomerőműve, a dél-ukrajnai atomerőmű, a rivnei atomerőmű, a hmelnickiji atomerőmű és a zaporizzsjai atomerőmű. Ezekben összesen 15 db erőművi blokk működik, közülük 13-ban VVER–1000, kettőben VVER–440 típusú nyomottvizes reaktor működik, melyek 2007-ben Ukrajna villamosenergia-termelésének 47,7%-át adták. A legrégebbi ukrajnai reaktor 1977-ben, a legújabb a rivnei 4-es blokkban 2004-ben állt üzembe.
Az Enerhoatom kötelékében működik az atomerőművek anyagi ellátásával foglalkozó Atomkoplekt, az atomerőművi gépészeti berendezések gyártásával és javításával foglalkozó Atomenerhomas vállalat. Az Enerhoatomhoz tartozó, 2000-ben alapított, és főként a Csernobili atomerőmű volt dolgozóit foglalkoztató Atomremontszervisz vállalat atomerőművi berendezések javításával foglalkozik. A vállalat rendelkezik még egy tudományos-műszaki és egy katasztrófaelhárító központtal.